# Nototriche gracilens
Nototriche gracilens är en malvaväxtart som beskrevs av Ellsworth Paine Killip och Macbride. Nototriche gracilens ingår i släktet Nototriche och familjen malvaväxter. Inga underarter finns listade i Catalogue of Life.